# 제임스 밴 플리트 주니어
제임스 앨워드 밴 플리트 주니어(James Alward Van Fleet Jr, 1925년 12월 28일 - 1952년 4월 4일)는 미국 공군 대위다. 제임스 밴 플리트 미국 육군 대장의 외아들로 한국 전쟁에서 B-26 폭격기 조종사로 참전 중 실종되었다.

## 생애

### 어린 시절

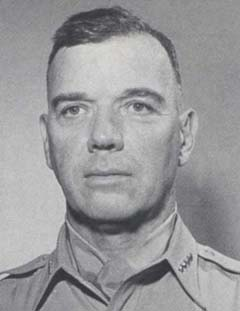
아버지 제임스 밴 플리트

1925년 12월 28일 미국 캘리포니아주 로스앤젤레스 로스앤젤레스군에서 아버지 제임스 밴 플리트와 어머니 헬렌 헤이즐 밴 플리트(Helen Hazel Van Fleet(Moore))의 1남 2녀 중 막내이자 외아들로 출생했다.
제임스는 운동에 소질이 있었다고 한다. 실제 그는 미국 대학 수영 200m 평형 기록보유자였다. 또한, 그는 사냥에 재능이 있었다. 아버지 밴 플리트는 아들이 육군 보병에 지원하길 바랐지만 그는 공군에 지원했다.
1948년 6월 8일, 22세에 미국 공군사관학교를 졸업하던 날 뉴욕의 학교 예배당에서 이본 클라우드 루이스(Yvonne, Cloud Van Fleet(Lewis))와 결혼했으며, 이듬해 아들 제임스 밴 플리트 3세를 낳았다.

### 한국 전쟁 참전

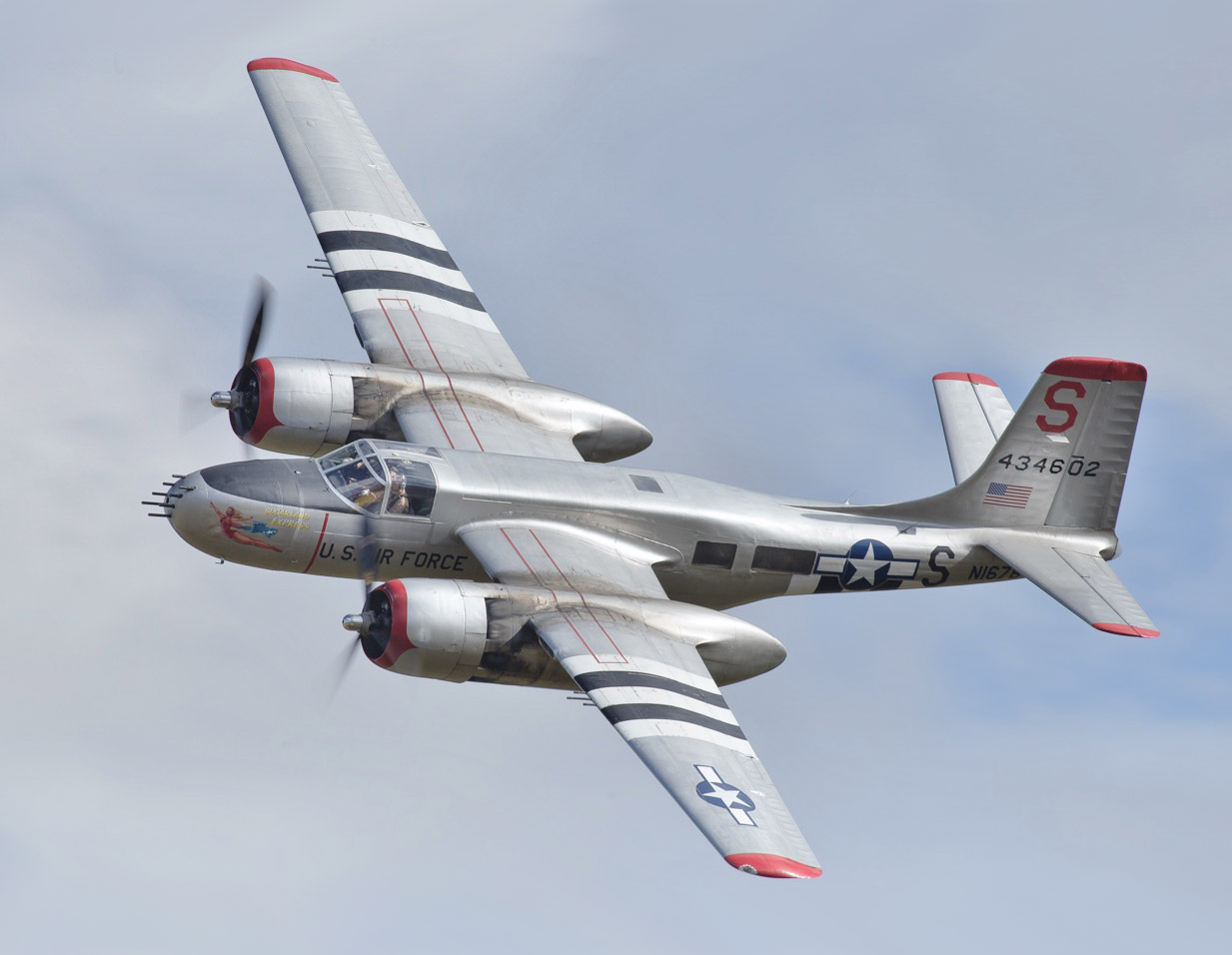
제임스 중위가 한국 전쟁 당시 조종한 항공기 B-26(Douglas A-26 Invader)

제임스는 한국 전쟁에 자원하여 B-26 폭격기 조종사로 활동하였다. 그는 내전 상태의 그리스에서의 근무를 마친 후였기 때문에 해외근무를 해야 할 필요는 없었다. 그러나 그는 주로 야간 작전에 투입되는 B-26 폭격기 조종훈련을 받고 한국전쟁 참전을 자원했다.
1952년 3월 14일 한국에 도착한 제임스는 닷새 후인 3월 19일, 동료 승무원들과 함께 아버지 밴 플리트 장군의 60세 생일 잔치에 참석해 축하케이크를 잘랐다. 또한, 부자는 서울 북쪽의 개펄에서 야생 기러기 사냥을 하기도 했다.
1952년 4월 4일 새벽 1시 5분, 제임스 중위는 승무원인 조종사 겸 폭격수 존 맥칼리스터(John A. McAllister) 중위와  기총사수 겸 기관병 랄프 펠프스(Ralph L Phleps) 일병 등과 함께 출격했다. 암호명은 ‘핀테일 26’. B-26 폭격기로 압록강 남쪽 50마일 지점에 있는 선천을 ‘정찰폭격’하라는 임무를 띠고 있었다. 이것은 중국인민지원군의 주 보급로를 분쇄하는 이른바 ‘교살작전’, 즉 ‘적의 목을 졸라 숨통을 끊는’ 작전의 일환이었다.  제임스의 출격은 4번째였지만 적지 영공에 단독으로 투입되는 비행임무로는 처음이었다. 하지만 그의 항공기는 기지로 귀환하지 않았다. 미국 제5공군은 서울 북쪽 한반도 회랑지대를 중심으로 수색작전을 펼쳤다. 제임스의 항공기는 아마도 평양 남쪽 상공을 비행하다 해주 섬이나 서울 북서쪽 연안에서 대공포에 맞아 추락한 것으로 판단되었다.

## 상훈과 추모
제임스는 전투 중 실종자 명단에 등재되었다가 1954년 3월 31일에 사망한 것으로 처리되었다. 제임스 밴 플리트 2세 중위는 대위로 추서되었다. 
1952년 8월 25일 대한민국 정부로부터 충무무공훈장에 추서되었으며 미국 정부로부터는 항공 훈장, 퍼플 하트 훈장, 전투보병장(Combat Infantryman's Badge), 한국전쟁종군기장(Korean Service Medal), 유엔군종군기장(United Nations Service Medal), 국방종군기장(National Defense Service Medal), 한국대통령부대 표창장(Korean Presidential Unit Citation), 6.25사변종군기장(Republic of Korea War Service Medal)을 받았다.
2012년 6월 12일 대한민국의 오산 공군기지에 6.25 전쟁에서 전사하거나 부상한 1천920명의 미국 공군 참전장병들의 희생정신을 기리는 목적으로 제임스 대위의 흉상이 건립되었다.
미국 시간으로 2020년 9월 16일 한국 정부의 로스엔젤레스 총영사가 주최하는 한국전쟁 온라인 역사 세미나에서 실종 처리된 제임스 밴 플리트 주니어가 실제로는 북한에 포로로 끌려갔으며, 이후 중국과 러시아 강제수용소에서 생을 마감했을 것이라는 증언이 나왔다. 세미나에 참석한 밴플리트 장군의 외손자 조 맥크리스천은 이같은 내용은 미국 육군 정보국 참모차장을 지냈던 자신의 아버지가 확인한 정보라고 소개했다. 또한 군 복무 시절 정보장교로 근무했던 맥크리스천은 1990년대 초반 옛 소련의 내무인민위원회(NKVD) 관계자가 미국 4성 장군의 아들이 수용소 죄수로 수감돼있다는 사실을 자신에게도 확인해줬다고 전했다. 맥크리스천은 "북한, 중국, 러시아는 외삼촌을 포로로 붙잡았다는 것을 공식적으로 인정한 적이 한 번도 없다"며 "아마도 외삼촌은 시베리아 수용소에서 사망했을 것"이라고 말했다.